# Schweriner FC 03
Schweriner FC 03 was een Duitse voetbalclub uit Schwerin, Mecklenburg. De club speelde bijna onafgebroken op het hoogste niveau vanaf 1904 tot 1934.

## Geschiedenis
De club werd opgericht in 1903. Vanaf 1904 speelde de club in de hoogste klasse van Mecklenburg en werd meteen kampioen. In 1906/07 werd de competitie verdeeld over Schwerin en Rostock. Schwerin won zijn groep en versloeg in de finale Rostocker FC 1895 en stootte door naar de Noord-Duitse eindronde. Daar kreeg de club een veeg uit de pan van Victoria Hamburg (20-2). Het volgende seizoen was weer een gezamenlijke competitie en FC 03 werd opnieuw kampioen. In de eindronde deed de club het al beter door slechts met 2-3 te verliezen van Holstein Kiel. De volgende titel kwam er in 1911, maar nu zorgde Altonaer FC 1893 ervoor dat de club in de eerste ronde uitgeschakeld werd.
Door de Eerste Wereldoorlog werden de activiteiten enkele jaren gestaakt. In 1919 werd de club weer kampioen en in de 1918/19 verloor de club van oorlogsfusieclub Victoria/HFC 1888. De titel kon verlengd worden en in de eindronde verloor de club van Borussia Harburg. Het volgende seizoen organiseerde de Noord-Duitse voetbalbond twee reeksen als hoogste klasse, waarvoor de club zich niet plaatste. Schweriner FC 03 speelde voor het eerst niet meer in de hoogste klasse. Een jaar later werden er zes klassen ingevoerd en de club keerde terug naar het hoogste niveau in de competitie van Ostkreis. De club eindigde bovenaan samen met Lübecker BV 03 en speelde de finale, maar verloor deze. Ook deze competitie werd opgeheven en er kwam nu een competitie voor Lübeck/Mecklenburg. Na twee vicetitels op rij werd de club autoritair kampioen in 1925. In de eindronde verloor de club opnieuw van Altona 93. De volgende jaren moest de club zijn meerdere erkennen in Phönix Lübeck en later ook in stadsrivaal VfL Schwerin. In 1931 degradeerde de club zelfs naar de tweede klasse. Na één seizoen promoveerde de club weer en werd zelfs opnieuw kampioen. De eindronde was hervormd en er waren nu vier groepen van vier clubs. Schweriner FC werd laatste en verloor alle wedstrijden. De club nam in totaal zeven keer deel aan de eindronde en kon geen enkele wedstrijd winnen.
Na dit seizoen werd de Gauliga ingevoerd als hoogste klasse. De ontelbare competitie in het Duitse rijk werden afgeschaft en tien clubs kwalificeerden zich voor de Gauliga Nordmark. Als kampioen was FC 03 geplaatst, maar met tien punten achterstand op SV Polizei Lübeck werd de club afgetekend laatste. Hierna slaagde de club er niet meer in om terug te keren.
In 1938 fusioneerde de club met Wacker Schwerin en VfL Schwerin en werd zo Schweriner SV, dat na de Tweede Wereldoorlog ontbonden werd.

## Erelijst
Kampioen Mecklenburg
1905, 1907, 1908, 1911, 1919, 1920
Kampioen van Lübeck-Mecklenburg
1925, 1933